# Athetis lenta
Athetis lenta är en fjärilsart som beskrevs av Treitschke 1825. Athetis lenta ingår i släktet Athetis och familjen nattflyn. Inga underarter finns listade i Catalogue of Life.